# NGC 3911
NGC 3911 is een balkspiraalstelsel in het sterrenbeeld Leeuw. Het hemelobject werd op 10 april 1785 ontdekt door de Duits-Britse astronoom William Herschel.

## Synoniemen
- UGC 6803
- MCG 4-28-59
- IRAS 11475+2511
- ZWG 127.64
- VV 367
- ARAK 327
- PGC 36981